# Klavirska sonata št. 5 (Skrjabin)
Aleksander Skrjabin: Klavirska sonata št. 5, op. 53 (1907)

## Komponistične značilnosti
Po izredno sveži, pomladanski in zmagoviti četrti klavirski sonati, ki je nastala v Skrjabinovem najbolj optimističnem življenjskem obdobju, so minila štiri leta, da se je skladatelj spet lotil sonatne forme. V tem obdobju je Skrjabin prehodil ogromno razvojno pot, ki ga je vodila od sicer svojevrstne, a vendar še vedno v klasičnih in romantičnih vzorih zasidrane kompozicijske tehnike v popolnoma nova, doslej neslutena področja. Že v »Poeme Satanique«, Satanskem poemu iz leta 1903, je gradil pianistične grozde akordov, ki jih tedanji nauk o harmoniji ni več mogel razložiti. Proces evolucije harmonskega izraza poteka od Wagnerjeve Tristan-kromatike alteriranih akordov in kvartne harmonije in vodi k sodobni atonalnosti. 
Izmislil si je nove moduse, kot npr. 8-tonski (terčna veriga: c-e,es-g,ges-b,a-cis, ki je v postopni razvrstitvi c-des(cis)es-e-fis-g-a-b identična z Messiaenovim 2. modusom. Njegova specialiteta so tudi poliritmične strukture paralelnih triol, kvartol in kvintol itd. Razvojna pot je bila dolga, tvegana in polna bolj ali manj uspelih poskusov. Dolga, saj obsega skoraj celotno ustvarjalno periodo, tvegana, ker se je skladatelj odrekel zanseljivemu in lahkemu uspehu, h kateremu so vodila njegova prejšnja, prikupnejša in dostopnejša dela. Mnogo poskusov je bilo treba, da si je skladatelj izoblikoval svoj lastni, novi in samostojni glasbeni jezik. Mnogo teh poskusov je shranjenih v skladbah iz desetletja pred in desetletja po prelomu stoletja in ravno ti tvorijo danes skladateljeva najbolj izvajana dela. Še več pa jih je zapadlo njegovi neizprosni avtokritiki, ki mu je narekovala uničenje že dokončanih del, če niso izpolnjevala njegovih pričakovanj in želja. 

### Estetsko in filozofsko okolje
Prav v tem razdobju se je Skrjabin začel poglabljati v večne življenjske probleme, prav zdaj jih je začel reševati na svojstven filozofski, fantastičen način. Sonata št. 5 je prva skladateljeva enostavčna sonata in je mejnik in uvodnik v poslednjih 5 sonat (6-10). Kakor je bilo v začetnih sonatah čutiti z vsako številko velik glasbeni razvoj, se v obdobju med 5. in 6. sonato ta razvoj nekako poleže. Tu se lahko spomnimo Skrjabinovih besed: »Najprej sem bil Chopinist, potem Wagnerijanec in zdaj, končno, sem Skrjabinist«. Ker so vse nadaljnje sonate enostavčne in v svojem bistvu sorodne, bi iz njih sestavili nekakšno gigantsko sonato iz petih stavkov. 
Skrjabin je na stranpoti daleč od glasbe in prešel v mistiko, ker si drugače ni znal pomagati v problematiki življenja in nehanja. Med tem, ko je v 4. sonati muziciral še precej neproblematično, predajajoč se silam zanosa in domiselnosti, je osnoval 5. sonato že na filozofski podlagi. Prolog temu glasbenemu delu so štirje verzi, ki se v prostem prevodu glasijo:
»K življenju vas kličem, o skrivnostne sile,
potopljene v temačne globine ustvarjalnega duha,
vas, ki se bojite trenutka, ko se boste udejanjile;
Vam prinašam drznost!«
Skladateljeva originala:
| original v francoščini »Je vous appelle à la vie, ô forces mysterieuses! Noyées dans les obscures profondeurs De l’esprit créateur, craintives Ebauches de vie, à vous j’apporte l’audace«. | original v ruščini »Я к жизни призываю вас, скрытые стремленья! Вы, утонувшие в темных глубинах Духа творящего, вы, боязливые Жизни зародыши, вам дерзновенье приношу.« |

Ti svojevrstni verzi so del Poema Ekstaze, ki je bil njegov najbolj dovršeni pesniški proizvod in ki je bil miselna predloga istoimenski simfonični pesnitvi, s katero ima sonata mnogo sorodnih značilnosti.

### Način dela
Skrjabinov način dela je bil svojstven in daleč od drugih metod. Svoje kompozicije snoval med improviziranjem na klavirju, kar je bil sicer tudi Chopinov in Wagnerjev postopek, v nasprotju z ostalimi, ki so menili, da je treba glasbene ideje pretehtati ob pisalni mizi. Odlikoval ga je nezmotljiv spomin in tako je, za razliko od popreje imenovanih, skomponiral vedno celotne skladbe, še preden jih je notiral na papirju. Skladbo je »nosil« v sebi, tako da je lahko v njem rasla, se spreminjala, se preobračala, dokler ni dosegla svoje končne oblike. Šele tedaj je segel po papirju in celotno skladbo, naj je bila še tako dolga, napisal takorekoč v eni sapi, v enem zamahu, kar je zbujalo začudenje in tudi nezaupanje. Dejansko so njegova dela tako organično zgrajena iz osnovnih glasbenih domislekov, da izgledajo kakor mukoma premišljena in konstruirana. V resnici pa so izvirala iz svojevrstne organizirane fantazije, ki ni dopuščala vdora tujim, s skladateljevo muzikalno miselnostjo morda neskladnim elementom.

### Harmonske značilnosti
Skrjabinova akordika temelji sicer na Chopinovi, katero razširja v območje nonakordov, undecimnih in tercdecimnih akordov z mnogimi kromatičnimi premiki in alteracijami. Vendar pa je do neke mere stereotipna in toga. Modulacij - v klasičnem in romantičnem pomenu besede - ne pozna. Pri njem shranjajo akordi vedno isti funkcijski in barvni položaj ter vplivajo statično in nekinetično. Od tod neka stroga nepremičnost vsega njegovega glasbenega snovanja, pri katerem se delo stopnjuje zgolj agogično in dinamično.

### Oblika
Oblika sonate št. 5 se ravna po povsem nejasnem navodilu. V uvodu nastopi slika brezdanjih globin, iz katerih se počasi povzpnejo hrepeneči motivi življenja. Polagoma vzbrstijo v živahnem, ognjenem poletu, a se nato plašne spet skrijejo. Nežni vmesni odstavek jim spet daje priložnosti, da bi se povzpele, a jih mračne sile poskušajo vedno znova zatreti. Ta borba med dobrim in zlim - okrajšano bi temu lahko rekli prepletanje motivov - traja vse dotlej, dokler ne zazori zanesenjaški spev življenjske sile, ki premaga vse ovire in v dionizičnem blesku zaključi celotno delo. Skladbo začne in zaključi ista misel, namreč »plamen« zvoka, ki se takorekoč dvigne v nebo. Lahko bi rekli, da se skladba ne konča ampak izgori.
Zgodovinski razvoj je v mnogočem ovrgel idealistično filozofijo Aleksandra Skrjabina in mnogi glasbeni teoretiki ga označujejo kot slepo ulico v glasbi, kot Skrjabinizem, ki ga ni mogoče nadaljevati. Če stvari, ki so minljive in ujete v čas, najdejo svoj izraz v stvaritvi velikega umetnika; potem dobijo trajen značaj in obraz in postanejo večne.